# مابوروشي (فلم 2023)
مابوروشي (باليابانية: アリスとテレスのまぼろし工場) فيلم أنمي ياباني. من اخراج وسيناريو ماري اوكادا، وانتاج ستديو مابا.

## القصة
يتسبب انفجار أحد المصانع في حالة شلل أبدي للحياة في إحدى البلدات الصغيرة، الأمر الذي يترك "ماسامون" البالغ من العمر أربعة عشر عامًا ورفيقتيه في مواجهة واقع ينهار سريعًا.

## الشخصيات
- ماساموني كيكيري

أداء صوتي: جونيا إينوكي
- أتسومي ساغامي

أداء صوتي: رينا أويدا
- إيتسومي

أداء صوتي: ميساكي كونو
- أكيموني كيكيري

أداء صوتي: كوجي سيتو
- توكيمون كيكيري

أداء صوتي: كينتو هاياشي
- دايسوكي ساساكورا

أداء صوتي: تاكو ياشيرو
- أتسوشي نيتا

أداء صوتي: تاسوكو هاتاناكا
- ياسوناري سينبا

أداء صوتي: دايكي كوباياشي
- يوكو سونوبي

أداء صوتي: أياكا سايتو
- هينا هارا

أداء صوتي: ماكي كاواسي
- رينا ياسومي

أداء صوتي: يوكيو فوجي
- مامورو ساغامي

أداء صوتي: سيتسوجي ساتو

## روابط خارجية
- مابوروشي على موقع IMDb (الإنجليزية)
- مابوروشي على موقع روتن توميتوز (الإنجليزية)
- مابوروشي على موقع نتفليكس (الإنجليزية)
- مابوروشي على موقع ألو سيني (الفرنسية)
- مابوروشي على موقع فيلمافينيتي (الإسبانية)
- مابوروشي على موقع قاعدة بيانات الفيلم (الإنجليزية)
- مابوروشي على موقع ليتربوكسد (الإنجليزية)
- مابوروشي على موقع ANN anime (الإنجليزية)